# Glenea diversimembris
Glenea diversimembris är en skalbaggsart som beskrevs av Maurice Pic 1926. Glenea diversimembris ingår i släktet Glenea och familjen långhorningar. Inga underarter finns listade i Catalogue of Life.